# Hannah Marks
Hannah Gayle Marks (Los Angeles, 13 april 1993) is een Amerikaanse actrice, filmregisseur, scenarioschrijfster en filmproducente 

## Biografie
Marks werd geboren in Los Angeles en groeide op in San Luis Obispo. Hier begon zij op zesjarige leeftijd met acteren in het theater. Zij verhuisde met haar familie op elfjarige leeftijd terug naar Los Angeles waar zij met het acteren voor televisie begon. 
Marks begon in 2005 als jeugdactrice met acteren in de film Doll Graveyard, waarna zij nog meerdere rollen speelde in films en televisieseries. Voor haar acteren werd zij twee keer genomineerd voor een Young Artist Award, in 2007 voor haar rol in de film Accepted in de categorie Beste Optreden in een Film door een Jeugdactrice en in 2011 voor haar rol in de televisieserie FlashForward in de categorie Beste Optreden in een Televisieserie door een Jeugdactrice. 

## Filmografie

### Films
Uitgezonderd korte films.
- 2022 Don't Make Me Go - als Tessa
- 2020 I Used to Go Here - als April
- 2020 Dinner in America - als Beth
- 2019 Daniel Isn't Real - als Sophie
- 2018 After Everything - regie
- 2018 Almost Home - als Tracy
- 2018 Banana Split - als April
- 2018 High Resolution - als Leah
- 2016 Hard Sell - als Lake
- 2016 Slash - als Julia
- 2015 Punk's Dead: SLC Punk 2 - als Penny
- 2015 Anesthesia - als Ella Zarrow
- 2014 1000 to 1: The Cory Weissman Story - als Jess Evans
- 2013 Kristin's Christmas Past - als Kristin (17 jaar)
- 2012 The Amazing Spider-Man - als Missy Kallenback
- 2010 The Runaways - als Tammy
- 2006 Accepted - als Lizzie Gaines
- 2006 Danika - als Lizzie Geralds
- 2005 Doll Graveyard - als Sophia

### Televisieseries
Uitgezonderd eenmalige gastrollen.
- 2019 You're the Worst - als Mariah - 3 afl.
- 2016-2017 Dirk Gently's Holistic Detective Agency - als Amanda Brotzman - 18 afl.
- 2017 Wisdom of the Crowd - als Prudence Shaw - 2 afl.
- 2016 The Real O'Neals - als Mimi - 3 afl.
- 2014-2015 Awkward - als Gloria - 6 afl.
- 2011-2013 Necessary Roughness - als Lindsay Santino - 29 afl.
- 2013 The Client List - als Kim - 2 afl.
- 2010 FlashForward - als Annabelle Campos - 3 afl.
- 2008-2009 Weeds - als Harmony - 7 afl.

### Filmregisseuse
- 2022 Don't Make Me Go - film
- 2021 Mark, Mary & Some Other People - film
- 2018 After Everything - film
- 2017 BearGirl - korte film
- 2016 Katie Goes to College - korte film
- 2016 Two Dollar Bill - korte film

### Filmproducente
- 2021 Mark, Mary & Some Other People - film
- 2020 Dinner in America - film
- 2018 Almost Home - film
- 2018 Banana Split - film
- 2017 BearGirl - korte film
- 2017 Assholes - film
- 2016 Katie Goes to College - korte film
- 2016 Two Dollar Bill - korte film

### Scenarioschrijfster
- 2021 Mark, Mary & Some Other People - film
- 2018 Banana Split - film
- 2018 After Everything - film
- 2017 BearGirl - korte film
- 2016 Katie Goes to College - korte film
- 2016 Two Dollar Bill - korte film

- Library of Congress Control Number: no2018001601
- Virtual International Authority File: 309151595757905470008
- WorldCat: E39PBJwdfYTdxYQFXvBWmJBtrq